# Kayserispor
Kayserispor Kulübü, ze względów sponsorskich Yukatel Kayserispor Kulübü – turecki klub piłkarski z siedzibą w mieście Kayseri, założony w 1966 roku, występujący w rozgrywkach Süper Lig.

## Sukcesy
- Puchar Intertoto UEFA
  - zwycięstwo (1): 2006
- TFF 1. Lig
  - mistrzostwo (2): 1973, 2014/2015
- Puchar Turcji
  - zwycięstwo (1): 2007/2008

## Europejskie puchary
Legenda do wszystkich tabel:
- Q – runda eliminacyjna, 1/16, 1/8, 1/4, 1/2 – odpowiednia faza rozgrywek, Grupa – runda grupowa, 1r gr – pierwsza runda grupowa, 2r gr – druga runda grupowa, F – finał, R – runda, PO – play-off
- k. – rzuty karne, los. – losowanie, Dogr. – dogrywka, w. – zasada bramek strzelonych na wyjeździe

| Sezon   | Rozgrywki        | Runda | Przeciwnik          | Dom | Wyjazd | Ogólnie |
| ------- | ---------------- | ----- | ------------------- | --- | ------ | ------- |
| 2006    | Puchar Intertoto | 2R    | Sopron              | 3–3 | 1–0    | 4–3     |
| 2006    | Puchar Intertoto | 3R    | Larisa              | 2–0 | 0–0    | 2–0     |
| 2006/07 | Puchar UEFA      | 2Q    | Tirana              | 3–1 | 2–0    | 5–1     |
| 2006/07 | Puchar UEFA      | 1R    | AZ Alkmaar          | 1–1 | 2–3    | 3–4     |
| 2008/09 | Puchar UEFA      | 1R    | Paris Saint-Germain | 1–2 | 0–0    | 1–2     |

## Skład na sezon 2022/2023
| Nr | Poz. | Piłkarz                |
| -- | ---- | ---------------------- |
| 1  | BR   | Cenk Gönen             |
| 3  | PO   | Joseph Attamah         |
| 4  | OB   | Dimitrios Kolovetsios  |
| 5  | OB   | Majid Hosseini         |
| 6  | PO   | Ali Karimi             |
| 7  | NA   | Miguel Cardoso         |
| 9  | NA   | Mustafa Pektemek       |
| 10 | PO   | Olivier Kemen          |
| 11 | NA   | Gökhan Sazdağı         |
| 12 | BR   | Abdulkadir Taşdan      |
| 17 | PO   | Emrah Başsan           |
| 19 | NA   | Mario Gavranović       |
| 20 | NA   | Carlos Mané            |
| 21 | OB   | Lionel Carole          |
| 22 | NA   | Hayrullah Erkip        |
| 23 | NA   | İlhan Parlak (kapitan) |

| Nr | Poz. | Piłkarz              |
| -- | ---- | -------------------- |
| 25 | BR   | Bilal Bayazit        |
| 26 | PO   | Baran Ali Gezek      |
| 27 | NA   | Mame Thiam           |
| 28 | PO   | Ramazan Civelek      |
| 29 | PO   | Mehmet Eray Özbek    |
| 30 | NA   | Talha Sarıarslan     |
| 38 | OB   | Onur Bulut           |
| 39 | BR   | Şamil Öztürk         |
| 40 | OB   | Muhammed Eren Arıkan |
| 43 | PO   | Bernard Mensah       |
| 54 | OB   | Arif Kocaman         |
| 77 | NA   | Nurettin Korkmaz     |
| 80 | PO   | Anthony Uzodimma     |
| 88 | OB   | Gustavo Campanharo   |
| 89 | PO   | Yaw Ackah            |
| 91 | PO   | Andrea Bertolacci    |